# 浮夸风
浮夸风指浮誇不實的風氣，但此詞常特別指中華人民共和國在大躍進、文化大革命等活動中，各地人民公社为炫耀自己在某些领域超出本行业实际产量（如「人有多大胆，地有多大产」、「肥猪赛大象，就是鼻子短；全社杀一头，足够吃半年」等），而不切实际虚报、错报。在宣传上“放卫星”。
1957年11月13日，《人民日报》发表社论，提出了“大跃进”的口号。1957年11月，毛泽东在“莫斯科会议”期间提出“超英赶美”的想法，此后大跃进中的浮夸风起始于1958年初，但此后毛对浮夸风也作出一定批评。“浮夸风”是造成中国大陆1959年-1961年“三年困难时期”的重要因素之一。